# Eupithecia thurnerata
Eupithecia thurnerata là một loài bướm đêm trong họ Geometridae.